# Jake Lloyd
Jake Lloyd (n. 5 martie 1989, Fort Collins, Colorado, Statele Unite) este un fost actor-copil american care a devenit renumit în întreaga lume când a fost ales de George Lucas pentru a juca rolul tânărului Anakin Skywalker din Războiul stelelor - Episodul I: Amenințarea fantomei, primul film din a doua trilogie Războiul Stelelor. El a mai jucat acest rol în cinci jocuri video Star Wars ulterioare.

## Filmografie
| Film | Film                                                 | Film                         | Film |
| An   | Titlu                                                | Rol                          | Note |
| ---- | ---------------------------------------------------- | ---------------------------- | --- |
| 1996 | Unhook the Stars                                     | J.J.                         | |
| 1996 | Jingle All the Way                                   | Jamie Langston               | Rol secundar |
| 1996 | Apollo 11                                            | Mark Armstrong               | film cunoscut și ca "Apollo 11: The Movie"                                                                                      |
| 1998 | Hosts                                                | Jack                         | film cunoscut ca Virtual Obsession în Regatul Unit                                                                              |
| 1999 | Războiul stelelor - Episodul I: Amenințarea fantomei | Darth Vader#Anakin Skywalker | Rol principal Young Artist Award pentru cel mai bun actor tânăr Nominalizare —Golden Raspberry Award for Worst Supporting Actor |
| 2005 | Madison                                              | Mike McCormick               | |

| Video games | Video games                             | Video games                   | Video games   |
| An          | Titlu                                   | Rol                           | Note          |
| ----------- | --------------------------------------- | ----------------------------- | ------------- |
| 1999        | Star Wars Episode I: Racer              | Anakin Skywalker              | Rol principal |
| 2000        | Star Wars Episode I: Jedi Power Battles | Anakin Skywalker              | voce          |
| 2001        | Star Wars: Galactic Battlegrounds       | Anakin Skywalker (Episodul 1) | voce          |
| 2001        | Star Wars: Super Bombad Racing          | Anakin Skywalker              |               |
| 2002        | Star Wars Racer Revenge                 | Anakin Skywalker (Episodul 1) | voice         |

| Televiziune | Televiziune   | Televiziune    | Televiziune |
| An          | Serie         | Rol            | Note |
| ----------- | ------------- | -------------- | --- |
| 1996        | ER            | Jimmy Sweet    | "Dead of Winter" (S2, E11) "The Right Thing" (S2, E14) "A Shift in the Night" (S2, E18) "Take These Broken Wings" (S2, E21) |
| 1996        | The Pretender | Ronny Collins  | "Flyer" (S1, E3) |
| 1996–1999   | The Pretender | Tânărul Angelo | (4 episoade) |

## Legături externe
- Jake Lloyd la Internet Movie Database
- Jake Lloyd Star Wars biography at StarWars.com
- Jake Lloyd – 10 years After Ep One – with Sci Fi Pi Arhivat în 24 iulie 2009, la Wayback Machine.
- Zap, Claudine. "The Force Is Not With Him: Anakin Skywalker 10 Years Later"; Yahoo! Movies; 24 iulie 2009
- Jake Lloyd at Wookieepedia

| Predecesor: Sebastian Shaw | Anakin Skywalker jucat de: 1999 | Succesor: Hayden Christensen |